# Annette von Menz

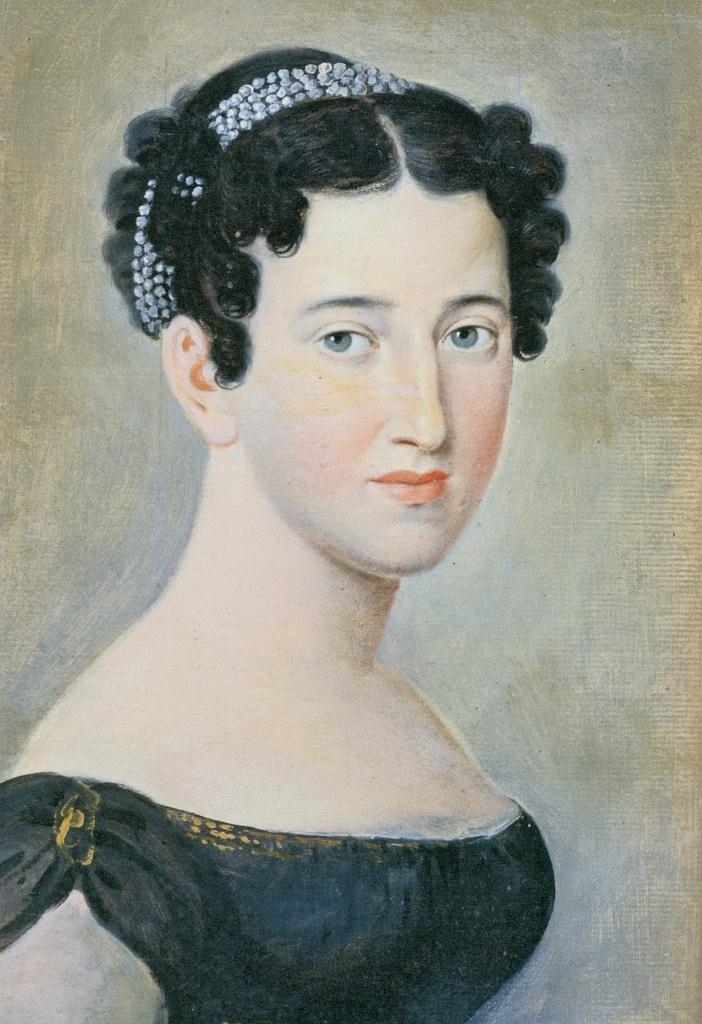
Annette von Menz – unbekannter Künstler (1812–1815)

Anna Maria Annette von Menz (* 30. Jänner 1796 in Bozen; † 1. Juli 1869 in Oberbozen) war 1811 die reichste Erbin Bozens. Sie hat als die „Franzosenbraut“ Eingang in die Tiroler Geschichtsschreibung gefunden. Um ihre Beziehung zum Flügeladjutanten des italienischen Vizekönigs ranken sich zahlreiche Erzählungen.

## Leben
Annette von Menz war die einzige Tochter des Anton Melchior von Menz und dessen Ehefrau Maria Anna geb. von Gumer. Die Menz und Gumer zählten zu den angesehensten und reichsten Häusern Bozens. 1811 wurde Annette von Menz im Alter von fünfzehn Jahren zur Vollwaise. Das Menz-Gumer’sche Vermögen umfasste unter anderem das heutige Palais Toggenburg, Schloss Sigmundskron, die Haselburg, den Ansitz Gerstburg, Schloss Rafenstein, ein Sommerfrischhaus in Maria Himmelfahrt (heute Toggenburg), das Palais Menz in der Mustergasse und ein anderes herrschaftliches Haus am Obstplatz, einige Geschäftshäuser in der Stadt, viele Meierhöfe und Anteile an vielen Handelsgesellschaften.

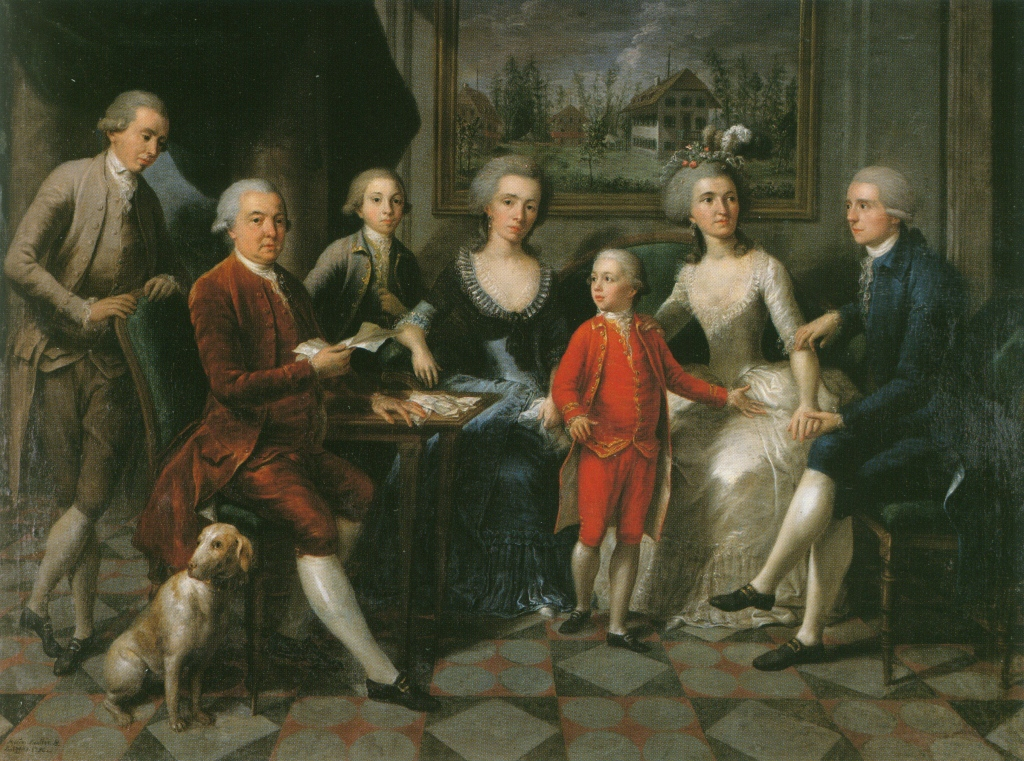
Die Familien Gumer und Menz (1786). Rechts die Eltern von Annette von Menz. Im Hintergrund das Gumer’sche Sommerfrischhaus in Oberbozen – Porträt von Martin Knoller (1725–1804)

In den Jahren 1810–1814 gehörte Bozen vorübergehend zum napoleonischen Königreich Italien. Im Jahre 1811 erregte die Nachricht von der bevorstehenden Vermählung der reichsten Erbin der Stadt mit einem französischen Offizier die Gemüter der Bozner Bürger. Der Bräutigam war Flügeladjutant des italienischen Vizekönigs Eugène de Beauharnais, des Stiefsohns Kaiser Napoleons.
Seine geplante Heirat mit der erst fünfzehnjährigen Annette von Menz war im Sinne der napoleonischen Politik, dass Angehörige und Anhänger des Kaiserhauses in möglichst hochgestellte Familien des jeweils besetzten Landes einheiraten sollten, um so aus den Besatzern Verbündete und Verwandte zu machen.
Doch dem Familienrat, der neben dem eigentlichen Vormund die Verantwortung für das Mädchen und das Millionenerbe trug, gelang es, die Eheschließung zu verhindern. Aus Zorn darüber ließ der Vizekönig den Anwalt des Familienrates, Franz von Plattner, arretieren sowie drei weitere Mitglieder des Familienrates ihrer öffentlichen Ämter entheben. Erst im März 1812 wurden die Angeklagten freigesprochen.
Am 6. Mai 1816 heiratete Annette von Menz den aus Rovereto gebürtigen Carlo Ritter de Panzoldi, Edler de Monte-Olivo (Karl von Panzoldi; 1786–1816). Carlo de Panzoldis Vater war 1790 vom pfalz-bayerischen Kurfürsten Karl Theodor im Reichsvikariat mit dem Prädikat Edler de Monte-Olivo in den Reichsritterstand erhoben worden. 1816 war Carlo 30 Jahre alt und in Bozen als Tax- und Hypothekenamtsverwalter tätig. Vermutlich war er durch Vermittlung des Cousins seines Vaters Girolamo Gaetano in diese Position gekommen, der während der italienischen Regierung als Lottobeamter in Bozen tätig war und ein kleines Gut in Bozen besaß. Später war dieser Onkel Kommerzialrat in Trient.
Nachdem ihr Mann nach nur dreimonatiger Ehe verstorben war, heiratete Annette von Menz am 18. April 1819 den Grafen Ludwig von Sarnthein. Aus dieser Ehe, die 48 Jahre, bis zu dessen Tod im Jahr 1867, währte, stammten sieben Kinder.

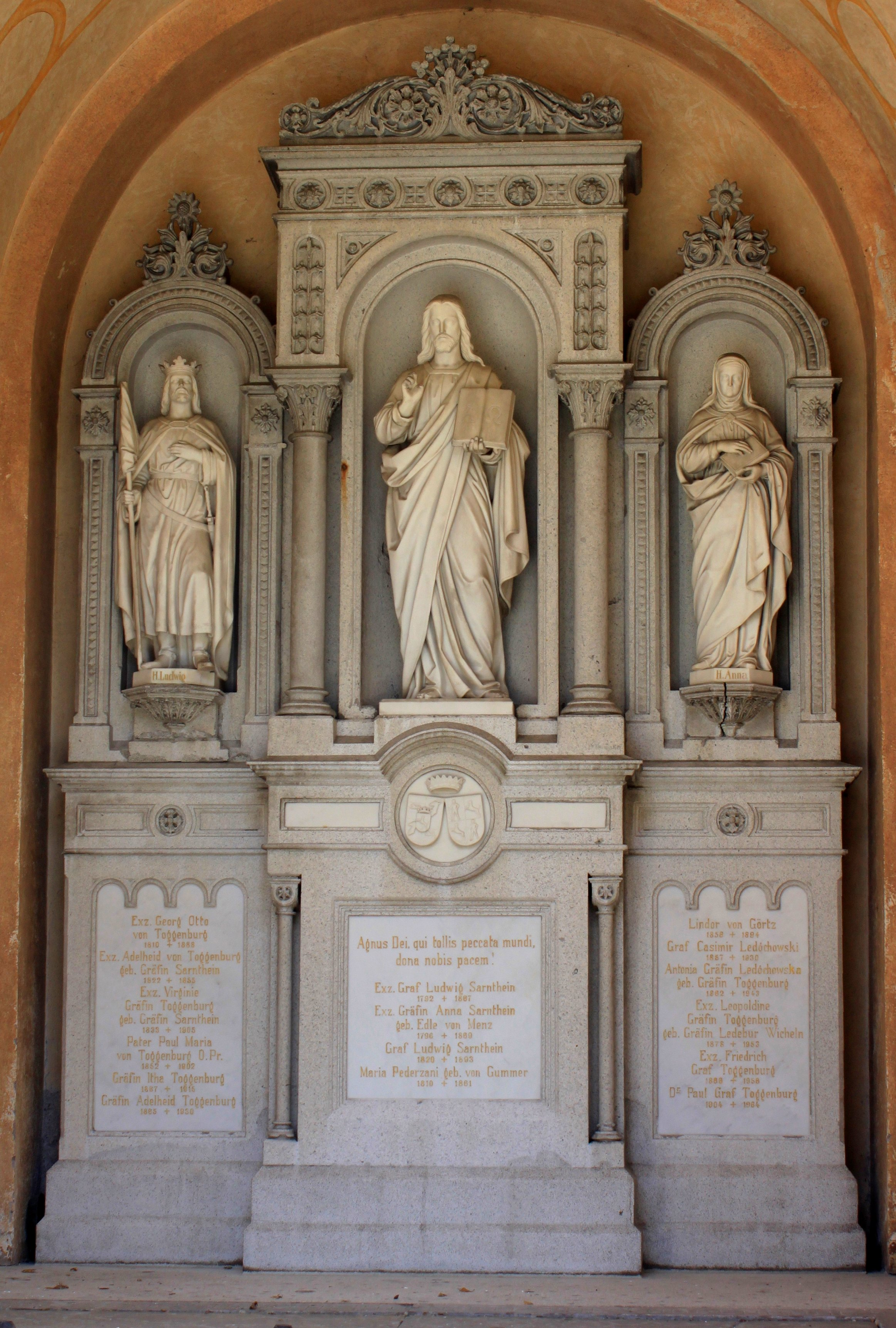
Gräfin Anna Sarnthein, geb. Edle von Menz
Gräflich Sarnthein-Toggenburgische Ruhestätte auf dem Bozener Friedhof, begründet durch Annette von Menz und ihren zweiten Gatten, Graf Ludwig von Sarnthein.

Der Bozner Schriftsteller Hubert Hager von Strobele (Pseudonym: Walter Plangger) verarbeitete die Affäre um Annette von Menz in seinem 1939 erschienenen Roman Die Franzosenbraut.